# Radio Free Albemuth
Radio Free Albemuth debitantski je studijski album Američkog bas-gitariste Stuart Hamma koji izlazi 1988.g. Uz njegovu fantastičnu demonstraciju sviranja bas-gitare, na albumu se pojavljuju i veliki gitaristi Joe Satriani i Allan Holdsworth.

## Popis pjesama
Sve pjesme napisao je Stuart Hamm, (osim koje su naznačene).
1. "Radio Free Albemuth" - 5:10
2. "Flow My Tears" - 8:23
3. "Dr. Gradus Ad Parnasum" (C. Debussy) - 3:05
4. "Sexually Active" - 7:51
5. "Simple Dreams" - 4:05
6. "Country Music (A Night in Hell)" - 3:45
7. "Moonlight Sonata" (Ludwig van Beethoven) - 4:54

## Popis izvođača
- Stuart Hamm - Bas gitara
- Allan Holdsworth - Električna gitara (u skladbi "Radio Free Albemuth")
- Joe Satriani - Električna gitara (u skladbi "Radio Free Albemuth", "Flow My Tears" i "Sexually Active")
- Mike Barsimanto - Bubnjevi
- Amy Knoles - Udaraljke (u skladbi "Radio Free Albemuth")
- Scott Collard - Klavijature
- Glen Freundl - Klavijature (u skladbi "Radio Free Albemuth", "Sexually Active" i "Country Music")
- Tommy Mars - Klavijature (u skladbi "Radio Free Albemuth")
- Charles Hamm - Prednja slika albuma
- Mark Effords - Zadnja slika albuma
- David Bett - Dizajn
- Stuart Hamm - Producent